# Area naturale protetta di interesse locale di Montececeri
L'area naturale protetta di interesse locale di Montececeri è un'area naturale protetta della regione Toscana istituita nel 1995.
Occupa una superficie di 44 ha nella provincia di Firenze.